# Epeli Nailatikau
Epeli Nailatikau (ur. 5 lipca 1941 w Suva) – fidżyjski polityk i wojskowy, wiceprezydent kraju od 17 kwietnia 2009 do 30 lipca 2009. P.o. prezydenta od 30 lipca 2009 do 5 listopada 2009. Prezydent Fidżi od 5 listopada 2009 do 12 listopada 2015.
W latach 2001–2006 był przewodniczącym Izby Reprezentantów. Następnie w latach 2007–2008 pełnił funkcję ministra spraw zagranicznych. Kolejnym stanowiskiem rządowym w jego karierze było ministerstwo ds. tubylców, którym kierował w latach 2008–2009.
W 1981 poślubił prawniczkę i dyplomatę Koilę Nailatikau, córkę premiera Fidżi i późniejszego prezydenta Kamisesego Mary.